# Diócesis de Allentown
La diócesis de Allentown (en latín: Dioecesis Alanopolitana y en inglés: Roman Catholic Diocese of Allentown) es una circunscripción eclesiástica latina de la Iglesia católica en Estados Unidos, sufragánea de la arquidiócesis de Filadelfia. La diócesis tiene al obispo Alfred Andrew Schlert como su ordinario desde el 27 de junio de 2017.

## Territorio y organización
La diócesis tiene 7183 km² y extiende su jurisdicción sobre los fieles católicos de rito latino residentes en 5 condados del estado de Pensilvania: Berks, Carbon, Lehigh, Northampton y Schuylkill.
La sede de la diócesis se encuentra en la ciudad de Allentown, en donde se halla la Catedral de Santa Catalina de Siena.
En 2020 en la diócesis existían 84 parroquias.

## Historia
La diócesis fue erigida el 28 de enero de 1961 con la bula Philadelphiensis Latinorum del papa Juan XXIII, obteniendo el territorio de la arquidiócesis de Filadelfia.

## Estadísticas
De acuerdo al Anuario Pontificio 2021 la diócesis tenía a fines de 2020 un total de 251 871 fieles bautizados.
| Año                                                                             | Población            | Población | Población      | Sacerdotes | Sacerdotes    | Sacerdotes    | Bautizados por sacerdote | Diáconos permanentes | Religiosos | Religiosos | Parroquias |
| Año                                                                             | Bautizados católicos | Total     | % de católicos | Total      | Clero secular | Clero regular | Bautizados por sacerdote | Diáconos permanentes | Varones    | Mujeres    | Parroquias |
| ------------------------------------------------------------------------------- | -------------------- | --------- | -------------- | ---------- | ------------- | ------------- | ------------------------ | -------------------- | ---------- | ---------- | ---------- |
| 1966                                                                            | 245 679              | 930 278   | 26.4           | 385        | 292           | 93            | 638                      |                      | 181        | 1206       | 151        |
| 1970                                                                            | 255 372              | 967 172   | 26.4           | 375        | 281           | 94            | 680                      |                      | 144        | 1160       | 151        |
| 1976                                                                            | 261 333              | 999 400   | 26.1           | 409        | 291           | 118           | 638                      |                      | 250        | 1031       | 152        |
| 1980                                                                            | 264 800              | 1 014 000 | 26.1           | 400        | 300           | 100           | 662                      |                      | 197        | 961        | 152        |
| 1990                                                                            | 252 898              | 1 080 100 | 23.4           | 375        | 294           | 81            | 674                      | 32                   | 134        | 850        | 153        |
| 1999                                                                            | 259 847              | 1 084 189 | 24.0           | 318        | 244           | 74            | 817                      | 77                   | 10         | 590        | 153        |
| 2000                                                                            | 264 373              | 1 084 189 | 24.4           | 323        | 255           | 68            | 818                      | 76                   | 78         | 575        | 153        |
| 2001                                                                            | 268 609              | 1 120 127 | 24.0           | 318        | 252           | 66            | 844                      | 100                  | 78         | 495        | 153        |
| 2002                                                                            | 270 843              | 1 161 932 | 23.3           | 322        | 250           | 72            | 841                      | 98                   | 85         | 490        | 153        |
| 2003                                                                            | 273 599              | 1 161 932 | 23.5           | 329        | 251           | 78            | 831                      | 98                   | 95         | 480        | 153        |
| 2004                                                                            | 273 249              | 1 161 932 | 23.5           | 294        | 225           | 69            | 929                      | 96                   | 80         | 434        | 153        |
| 2006                                                                            | 272 640              | 1 161 932 | 23.5           | 282        | 210           | 72            | 966                      | 87                   | 83         | 397        | 151        |
| 2012                                                                            | 297 000              | 1 272 212 | 23.3           | 243        | 178           | 65            | 1222                     | 97                   | 82         | 340        | 104        |
| 2015                                                                            | 303 000              | 1 300 000 | 23.3           | 233        | 174           | 59            | 1300                     | 92                   | 76         | 302        | 94         |
| 2018                                                                            | 309 540              | 1 328 660 | 23.3           | 210        | 157           | 53            | 1474                     | 127                  | 65         | 285        | 84         |
| 2020                                                                            | 251 871              | 1 347 265 | 18.7           | 182        | 137           | 45            | 1383                     | 121                  | 58         | 265        | 84         |
| Fuente: Catholic-Hierarchy, que a su vez toma los datos del Anuario Pontificio. |                      |           |                |            |               |               |                          |                      |            |            |            |

## Episcopologio
- Joseph Mark McShea † (11 de febrero de 1961-3 de febrero de 1983 retirado)
- Thomas Jerome Welsh † (3 de febrero de 1983-15 de diciembre de 1997 renunció)
- Edward Peter Cullen (16 de diciembre de 1997-27 de mayo de 2009 retirado)
- John Oliver Barres (27 de mayo de 2009-9 de diciembre de 2016 nombrado obispo de Rockville Centre)
- Alfred Andrew Schlert, desde el 27 de junio de 2017